# Northfield (Maine)
Northfield – miasto w Stanach Zjednoczonych, w stanie Maine, w hrabstwie Washington.